# کلوین
کلوین، با نماد K، یکای دماست که بر اساس مقیاس مطلق بیان می‌شود. این یکا، یکی از هفت یکای اصلی سامانه استاندارد بین‌المللی یکاهاست. 
کلوین، یک مقیاس مطلق دما در ترمودینامیک است که در آن صفر مطلق — سردترین دمای ممکن — صفر کلوین نام دارد. در توصیف ترمودینامیک کلاسیک، در صفر مطلق، جنبش گرمایی ذرات متوقف می‌شود. کلوین به عنوان ۱/۲۷۳٫۱۶ دمای ترمودینامیکی نقطهٔ سه‌گانه آب (یعنی ۰٫۰۱ C° یا ۳۲٫۰۱۸ F° تعریف شده‌است. به عبارت دیگر، نقطهٔ سه‌گانهٔ آب دقیقاً برابر ۲۷۳٫۱۶ کلوین است.

## سبب نام‌گذاری
کلوین، از نام فیزیک‌دان و مهندس بریتانیایی، ویلیام تامسون، لُرد کلوین (۱۸۲۴ – ۱۹۰۷) آمده‌است. او از اهمیت یک «مقیاس سنجش دمایی مطلق» سخن به‌میان آورد.

## کلوین در برابر دیگر یکاها
برخلاف فارنهایت و سلسیوس، همراه با کلوین، «درجه» گفته نمی‌شود. کلوین، به‌عنوان یکای دما، بیشتر در فیزیک به‌کار می‌رود، گرچه اغلب در مقایسه با سلسیوس بیان می‌شود. بزرگی سلسیوس، با کلوین برابر است و از دمای نقطهٔ سه‌گانهٔ آب ۲۷۳٫۱۶ کلوین (۰٫۰۱ سانتیگراد) فاصله دارد. به عبارت دیگر، صفر کلوین، برابر ۲۷۳٫۱۵- سانتیگراد (۴۵۹٫۶۷- فارنهایت) است.

## تاریخچه
۱۸۴۸، ویلیام تامسون، که بعدها، لُرد کلوین شد، در مقاله‌اش دربارهٔ مقیاس گرماسنجی مطلق، از نیاز به مقیاسی نوشت که با آن، «سرمای بی‌نهایت» (صفر مطلق)، صفرِ مقیاس باشد، و از درجه سانتی‌گراد برای افزایش واحد استفاده کند. کلوین محاسبه کرد که صفر مطلق، برابر ۲۷۳- در دماسنج‌های آن زمان بود. این مقیاس مطلق امروزه به عنوان مقیاس دمای ترمودینامیکی شناخته‌می‌شود. «۲۷۳-» کلوین، منفی ۰٫۰۰۳۶۶ بود. ۰٫۰۰۳۶۶، ضریب انبساط پذیرفته‌شده گاز در هر درجه سانتی‌گراد نسبت به نقطه یخ زدن آب است و سازگاری خوبی با مقدار پذیرفته‌شده دارد.

## تعریف
| از | به           | فرمول                   |
| --- | ------------ | ----------------------- |
| کلوین | سلسیوس       | °C = K − ۲۷۳٫۱۵         |
| سلسیوس | کلوین        | K = °C + ۲۷۳٫۱۵         |
| کلوین | مقیاس رانکین | °R = K × ۱٫۸            |
| مقیاس رانکین | کلوین        | K = °R ÷ ۱٫۸            |
| کلوین | فارنهایت     | °F = (K × ۱٫۸) − ۴۵۹٫۶۷ |
| فارنهایت | کلوین        | K = (°F + ۴۵۹٫۶۷) ÷ ۱٫۸ |
| کلوین | الکتروولت    | eV ≈ K ÷ ۱۱٬۶۰۴٫۵       |
| الکتروولت | کلوین        | K ≈ eV × ۱۱٬۶۰۴٫۵       |
| برای بازه‌های دمایی به جای یک دمای مشخص، ۱ کلوین = ۱ °C و ۱ کلوین = ۱٫۸ °R Comparisons among various temperature scales Conversion calculator for units of temperature بایگانی‌شده در ۲۹ ژانویه ۲۰۰۵ توسط Wayback Machine - الگوی تبدیل برای استفاده در ویکی‌پدیا |              |                         |

۱۹۵۴، قطعنامه ۳ دهمین کنفرانس عمومی وزن و اندازه‌گیری (CGPM) با تعیین نقطه سه‌گانه آب به عنوان دومین نقطه تعریف خود، به مقیاس کلوین تعریف مدرن داد و دمای آن را دقیقاً برابر ۲۷۳٫۱۶ کلوین تعریف کرد.
در سال ۲۰۰۵، کمیته بین‌المللی وزن و اندازه‌گیری، تأیید کرد که برای اهداف مشخص کردن درجه حرارت نقطه سه برابر آب، تعریف مقیاس دمای ترمودینامیکی کلوین به آب دارای یک ترکیب ایزوتوپی مشخص شده به عنوان استاندارد وین باید رجوع شود که متوسط آب اقیانوس است.
در ۱۶ نوامبر ۲۰۱۸، تعریف جدیدی از نظر مقدار ثابت بولتزمن تصویب شد. با این تغییر، نقطه سه‌گانه آب به مقدار تجربی تعیین شده تقریباً ۲۷۳٫۱۶ کلوین تبدیل شد. برای اهداف اندازه‌گیری قانونی، تعریف جدید به‌طور رسمی از ۲۰ مه ۲۰۱۹، ۱۴۴ سالگی کنوانسیون متر، به اجرا درآمد.

## کاربردها

### دمای رنگ
کلوین اغلب به عنوان اندازه‌گیری دمای رنگ منابع نور استفاده می‌شود. دمای رنگ بر این اصل استوار است که دماتاب یک جسم سیاه با مشخصه توزیع فرکانس دمای خود نوری را منتشر می‌کند. اجسام سیاه در دمای زیر ۴۰۰۰ کلوین مایل به قرمز به نظر می‌رسند، در حالی که اجسام بالاتر از ۷۵۰۰K مایل به آبی هستند. دمای رنگ در زمینه‌های تصویربرداری تصویر و عکاسی مهم است، جایی که دمای رنگ تقریباً ۵۶۰۰K برای مطابقت با امولسیون‌های فیلم «نور روز» لازم است. در اخترشناسی، رده‌بندی ستارگان و جایگاه آن‌ها در نمودار هرتسپرونگ-راسل، تا حدی بر اساس دمای سطح آنها استوار است، که به عنوان دمای مؤثر شناخته می‌شود. به عنوان مثال، فوتوسفر خورشید دارای دمای مؤثر ۵۷۷۸K است.